# Alex (Vorname)
Alex ist ein männlicher und weiblicher Vorname.

## Herkunft und Bedeutung

### Männlicher Vorname
Als männlicher Vorname ist Alex eine eigenständige Kurzform von Alexis, Alexander oder anderen Namen, die mit Alex- beginnen.

### Weiblicher Vorname
Als weiblicher Vorname ist Alex eine meistens inoffiziell gebrauchte Kurzform von Alexandra und anderen Namen, die mit Alex- beginnen.

## Verbreitung

### Männlicher Vorname

#### Deutscher Sprachraum
Alex ist in der Schweiz ein verbreiteter Vorname. Bis 2017 (Ausnahme: 2013) zählte er zu den 100 meistgewählten Jungennamen des Landes.
Auch in Österreich ist der Name seit den 1980er Jahren geläufig. Die Top-100 der Vornamenscharts konnte er nie erreichen, jedoch zählt er seit 2012 zu den 200 beliebtesten Vornamen des Landes und erreichte diese Hitliste schon seit 1986 immer wiederholt. Im Jahr 2023 belegte der Name Rang 157 der Vornamenscharts und wurde dabei an 42 Jungen (0,11 %) vergeben.
Alex [ˈa.lɛks] (in Norddeutschland auch [ˈaː.lɛks]) ist in Deutschland seit den 1970er Jahren ein geläufiger Jungenname. Jedoch konnte er bisher die Hitliste der 100 beliebtesten Jungennamen nicht erreichen. Im Jahr 2023 belegte er in den Vornamenscharts Rang 181. Am beliebtesten ist der Name in Brandenburg. Zwischen 2010 und 2023 wurde Alex etwa 4800 Mal als erster Vorname gewählt. Das durchschnittliche Alter eines deutschen Alex beträgt 30 Jahre.

#### Englischer Sprachraum
In den Vereinigten Staaten ist der Name Alex [ˈæl.ɪks] als eigenständiger Vorname seit dem ausgehenden 19. Jahrhundert geläufig. Bereits 1880 zählte er zu den 100 beliebtesten Jungennamen. Bis 1934 fand er sich in der Top-200 der Vornamenscharts. In der Mitte des 20. Jahrhunderts erreichte die Popularität des Namens mit Rang 263 (1955) ihren Tiefpunkt. Von 1984 bis 2012 zählte er erneut zu den 100 meistgewählten Jungennamen. Im Jahr 2023 belegte Alex Rang 202 der Hitliste.
Ein ähnliches Bild zeigt sich in Kanada, wo der Name von 1987 bis 2010 (Ausnahme: 1990)
Auch im Vereinigten Königreich ist Alex weit verbreitet. In England und Wales zählte er bis 2018 zur Top-100 der Vornamenscharts. Im Jahr 2023 stand er auf Rang 152. In Schottland stand der Name seit der Jahrtausendwende wiederholt in der Top-100 der Vornamenscharts. In Nordirland gehörte Alex von 2000 bis 2022 zu den 100 beliebtesten Jungennamen.
Der Name Alex stieg in Irland im Jahr 1995 in die Top-100 der Vornamenscharts auf und gewann weiter an Popularität. Im Jahr 2008 erreichte er die Top-10 und hielt sich für 4 Jahre in dieser Hitliste. Im Jahr 2023 stand er auf Rang 27 der Hitliste.
In Australien zählte Alex von 1987 bis 2013 zu den 100 beliebtesten Jungennamen. Die Top-50 konnte er dabei nicht erreichen.
Alex stieg in Neuseeland im Jahr 1987 in die Top-100 der Vornamenscharts auf. 2004 erreichte die Popularität des Namens mit Rang 27 ihren Höhepunkt. Die letzte Top-100-Platzierung erreichte der Name im Jahr 2018.

#### Weitere Länder
In Spanien hat sich der Name Alex unter den 30 beliebtesten Jungennamen etabliert. Auch in Chile ist der Name geläufig. Bis 2014 zählte er zur Top-100 der Vornamenscharts. Mit Rang 91 erreichte der Name im Jahr 2019 erneut eine Top-100-Platzierung. Alex zählte in Puerto Rico bis 2012 zu den 50 meistgewählten Jungennamen. Danach sank seine Popularität. In den Jahren 2019 und 2022 verließ er die Top-100 der Vornamenscharts. In Uruguay belegte der Name im Jahr 2022 Rang 84 der Hitliste.
Der Name Alex gewann in Brasilien seit den 1950er Jahren langsam an Popularität. In den 1970er Jahren stieg er in die Top-100 der Vornamenscharts auf und behauptete sich dort bis in die 2000er Jahre hinein. In Portugal zählte der Name von 2012 bis 2016 zu den 100 meistgewählten Jungennamen.
Alex hat sich in Italien in der Top-100 der Vornamenscharts etabliert, verlor jedoch in den letzten 20 Jahren leicht an Beliebtheit. Im Jahr 2023 stand er in der Hitliste auf Rang 76.
In Frankreich ist der Name Alex [a.ˈlɛks] geläufig und hat sich unter den 500 meistgewählten Jungennamen etabliert. Seine Popularität erfolgte in zwei Wellen. Von 1935 bis 1971 zählte er zur Top-200 der Vornamenscharts. In den Jahren 1953 und 1954 erreichte er die Hitliste der 100 beliebtesten Jungennamen. Daraufhin sank seine Popularität bis zu einem Tiefpunkt im Jahr 1982 (Rang 331). Bereits sieben Jahre später erreichte der Name erneut die Top-200 der Vornamenscharts. Von 1995 bis 2004 zählte er erneut zu den 100 beliebtesten Jungennamen. 2018 verließ er die Top-200 und stand im Jahr 2023 auf Rang 321 der Hitliste.
Der Name Alex hat sich in Belgien unter den 200 beliebtesten Jungennamen etabliert. Zwischen 2010 und 2020 fand er sich in der Top-100 der Vornamenscharts. Zuletzt belegte er Rang 159 (2023). In den Niederlanden ist Alex [ˈaː.lɛks] geläufig, konnte jedoch nie die Top-100 der Vornamenscharts erreichen.
In Polen stieg der Name Alex im Jahr 2005 in die Top-100 der Vornamenscharts auf. Zuletzt stand er auf Rang 83 der Hitliste (2023). In Tschechien tauchte der Name Alex [ˈa.lɛks] im Jahr 1974 erstmals in der Top-200 der Vornamenscharts auf. Ab 1990 etablierte er sich in dieser Hitliste und erreichte bereits 7 Jahre später die Top-100 der Vornamenscharts. Im Jahr 2016 erreichte der Name mit Rang 41 seine bis dahin höchste Platzierung in den Vornamenscharts. Der Name Alex hat sich in der Slowakei unter den 50 beliebtesten Jungennamen etabliert. Als höchste Platzierung erreichte er in den Jahren 2011, 2021 und 2022 in der Hitliste Rang 12. Im Jahr 2023 belegte er Rang 14. In Slowenien zählt der Name Alex zu den beliebtesten Jungennamen. Obwohl er sich in der Top-100 der Vornamenscharts etabliert hat, konnte er die Top-50 nicht erreichen. Im Jahr 2023 stand Alex auf Rang 82 der Hitliste.
Alex [ˈɒ.lɛks] hat sich in Ungarn unter den beliebtesten Jungennamen etabliert. Im Jahr 2023 belegte der Name Rang 33 der Hitliste.
In Moldawien belegte der Name im Jahr 2023 in den Vornamenscharts Rang 24.

### Weiblicher Vorname
In den USA zählte Alex von 1987 bis 2002 und im Jahr 2004 zu den 1000 meistgewählten Mädchennamen. Als höchste Platzierung erreichte der Name im Jahr 1995 Rang 540 der Hitliste.
Alex zählte in England und Wales noch in den 1990er Jahren zu den 200 beliebtesten Mädchennamen. In der Mitte der 2000er Jahre nahm die Popularität des Namens stark ab, sodass er seit 2014 nicht mehr unter den 1000 beliebtesten Mädchennamen steht. In den Jahren 2002, 2004 und 2005 stand Alex in Schottland in der Top-100 der Vornamenscharts. In Nordirland zählte Alex von 2001 bis 2010 zur Top-100 der Vornamenscharts.
In Irland zählte Alex in den Jahren 2004, 2006 und 2007 zu den 100 beliebtesten Mädchennamen.
In Österreich wurde Alex seit 1984 nur zehnmal vergeben. Am häufigsten war der Name im Jahr 2010, als drei Mädchen so genannt wurden.

## Varianten
- Griechisch: Άλεξ Alex
- Katalanisch: Àlex
- Russisch: Алекс Aleks
- Spanisch: Álex

Für weitere Varianten, siehe
- Alexander#Varianten
- Alexandra#Varianten
- Alexis (Vorname)#Varianten

## Bekannte Namensträger

### Männliche Namensträger

#### Vorname

##### A
- Alex Abraham (1886–1971), deutscher Zehnkämpfer und Diskuswerfer
- Alex Acuña (* 1944), peruanischer Schlagzeuger und Perkussionist
- Alex Adair, britischer DJ
- Alex Agnew (* 1972), belgischer Kabarettist, Stand-up-Comedian und Sänger
- Alex Aiono (* 1996), US-amerikanischer Sänger, Webvideoproduzent sowie Schauspieler
- Alex Alayan (* 1985), uruguayischer Gewichtheber
- Alex de Albuquerque Troleis (* 1980), färöischer Fußballschiedsrichter brasilianischer Abstammung
- Alex Aleardi (* 1992), US-amerikanischer Eishockeyspieler
- Alex Alfieri (* 1971), italienischer Neurochirurg und Hochschullehrer
- Alex Alves (1974–2012), brasilianischer Fußballspieler
- Alex Amankwah (* 1992), ghanaischer Mittelstreckenläufer
- Alex Amann (* 1957), österreichischer Maler und Autor
- Alex Amsterdam (* 1980), deutscher Singer-Songwriter und Musiker
- Alex Høgh Andersen (* 1994), dänischer Schauspieler
- Alex Anlos, US-amerikanischer Schauspieler, Synchronsprecher, Stuntman, Stunt Coordinator und Caster
- Alex Antetokounmpo (* 2001), griechisch-nigerianischer Basketballspieler
- Alex Antonitsch (* 1966), österreichischer Tennisspieler
- Alex Antor (* 1979), andorranischer Skirennläufer
- Alex Anzalone (* 1994), US-amerikanischer American-Football-Spieler
- Alex Apolinário (1996–2021), brasilianischer Fußballspieler
- Alex Aranburu (* 1995), spanischer Radrennfahrer
- Alex Arleo (* 1987), US-amerikanischer Schauspieler
- Alex Arseno (* 1983), brasilianischer Radrennfahrer
- Alex Arthur (* 1978), britischer Boxer und Normalausleger
- Alex Astaneh Lopez (* 1987), irischer Schachspieler
- Alex Atala (* 1968), brasilianischer Koch
- Alex Atapuma (* 1984), kolumbianischer Radrennfahrer
- Alex Au (* 1952), singapurischer Autor, Blogger und LGBT-Aktivist
- Alex Auld (* 1981), kanadischer Eishockeytorwart
- Alex Azar (* 1967), US-amerikanischer Politiker, Unternehmer

##### B
- Alex Balga (* 1974), österreichischer Regisseur
- Alex Ball, US-amerikanischer Schauspieler
- Alex Bally (* 1936), Schweizer Jazzschlagzeuger und Komponist
- Alex Band (* 1981), US-amerikanischer Sänger
- Alex Baron (* 1994), französischer Automobilrennfahrer
- Alex Barris (1922–2004), kanadischer Showmaster und Drehbuchautor
- Alex Barron (* 1970), US-amerikanischer Automobilrennfahrer
- Alex Barron (* 1993), britischer Jongleur
- Alex Barros (* 1970), brasilianischer Motorradrennfahrer
- Alex Baudin (* 2001), französischer Radrennfahrer
- Alex Baumann (* 1985), Schweizer Bobsportler
- Alex Baur (* 1961), Schweizer Journalist und Autor
- Alex Baur (* 1997), deutscher Journalist, Reporter und Moderator
- Alex Bayer, deutscher Jazzmusiker (Bass, Komposition)
- Alex Beaulieu-Marchand (* 1994), kanadischer Freestyle-Skisportler
- Alex Beaupain (* 1974), französischer Komponist und Singer-Songwriter
- Alex Beddoes (* 1995), Leichtathlet von den Cookinseln
- Alex Behning (* 1968), deutscher Sänger, Songwriter und Liedermacher
- Alex Bein (1903–1988), deutsch-jüdischer Historiker und Archivar
- Alex Bell (1882–1934), schottischer Fußballspieler
- Alex Bellemare (* 1993), kanadischer Freestyle-Skier
- Alex Berenson (* 1973), US-amerikanischer Schriftsteller
- Alex Bernard, französischer Fusion- und Jazzmusiker (Bass, Komposition)
- Alex Beyrodt (* 1964), deutscher Gitarrist
- Alex Biega (* 1988), kanadischer Eishockeyspieler
- Alex Bilokur (* 1976), russischer Unternehmer und Pokerspieler
- Alex Bird (* 1985), australischer Bahnradsportler
- Alex Black (* 1989), US-amerikanischer Schauspieler
- Alex Blake (* 1951), US-amerikanischer Jazzmusiker (Bass)
- Alex Blignaut (1932–2001), südafrikanischer Autorennfahrer
- Alex Bodry (* 1958), luxemburgischer Politiker (LSAP), Mitglied der Chambre
- Alex Boeye (* 1946), belgischer Radrennfahrer
- Alex Bogdanovic (* 1984), britischer Tennisspieler
- Alex Bogomolow (* 1983), US-amerikanisch-russischer Tennisspieler
- Alex Boisvert-Lacroix (* 1987), kanadischer Eisschnellläufer
- Alex Bolt (* 1993), australischer Tennisspieler
- Alex Bongrain (* 1952), französischer Unternehmer
- Alex Boraine (1931–2018), südafrikanischer Theologe und Politiker
- Alex Borg (* 1969), maltesischer Snookerspieler
- Alex Bowen (* 1992), US-amerikanischer Freestyle-Skisportler
- Alex Bowen (* 1993), US-amerikanischer Wasserballspieler
- Alex Bowman (* 1993), US-amerikanischer Automobilrennfahrer
- Alex Boyd (* 1984), britischer Fotograf
- Alex Boyé (* 1970), US-amerikanischer Sänger
- Alex Braune (1880–1942), deutscher Betreiber von Varieté- und Kabarettbühnen
- Alex Breckenridge (* 1932), US-amerikanischer Langstreckenläufer
- Alex Brendemühl (* 1972), spanisch-deutscher Schauspieler
- Alex Brima (1971–2016), sierra-leonischer Militär
- Alex Bristol, Schweizer Manager
- Alex Britti (* 1968), italienischer Sänger, Gitarrist und Cantautore
- Alex Broch Amado (* 1987), brasilianischer Fußballspieler
- Alex Brosque (* 1983), australischer Fußballspieler
- Alex Brundle (* 1990), britischer Automobilrennfahrer
- Alex Brunnberg (1915–1989), deutscher Politiker (CDU)
- Alex Bryan (* 1994), finnisch-britischer Fußballspieler (Turks- und Caicosinseln)
- Alex Bueno (* 1963), dominikanischer Sänger und Gitarrist
- Alex Buess (* 1954), Schweizer Musiker, Saxophonist, Komponist und Produzent
- Alex Bulkley, US-amerikanischer Filmproduzent und Filmregisseur
- Alex Bunbury (* 1967), kanadischer Fußballspieler
- Alex Burgmaier (* 1973), liechtensteinischer Fußballspieler
- Alex Burkhard (* 1988), deutscher Slampoet, Autor und Kabarettist
- Alex Burri (* 1968), Schweizer Philosoph und Hochschullehrer
- Alex Buttazzoni (* 1985), italienischer Radrennfahrer
- Alex Buzo (1944–2006), australischer Dramatiker und Autor

##### C
- Alex Caffi (* 1964), italienischer Formel-1-Rennfahrer
- Alex Callinicos (* 1950), britischer Hochschullehrer für Europäische Studien
- Alex Camilleri, US-amerikanischer Filmregisseur
- Alex Campbell (1925–1987), schottischer Folksänger
- Alex Candelario (* 1975), US-amerikanischer Radrennfahrer
- Alex Cano (* 1983), kolumbianischer Radrennfahrer
- Alex Cappa (* 1995), US-amerikanischer American-Football-Spieler
- Alex Capus (* 1961), Schweizer Schriftsteller
- Alex Carey (1922–1987), australischer Schriftsteller und Sozialpsychologe
- Alex Carey (* 1991), australischer Cricketspieler
- Alex Carlile, Baron Carlile of Berriew (* 1948), britischer Politiker (Liberal Democrats), Mitglied des House of Commons
- Alex Carmel (1931–2002), -deutsch-israelischer Historiker
- Alex Carmeno (* 1940), italienischer Modefotograf, Filmregisseur und Drehbuchautor
- Alex Carter (* 1964), kanadischer Schauspieler
- Alex Caruso (* 1994), US-amerikanischer Basketballspieler
- Alex Santiago Carvallo, gambischer Politiker
- Alex Carver (* 1991), australischer Bahn- und Straßenradrennfahrer
- Alex Castellanos (* 1954), US-amerikanischer politischer Aktivist und Berater
- Alex Chalk (* 1976), britischer Politiker
- Alex Chandre de Oliveira (1977–2014), brasilianischer Fußballspieler
- Alex Chatelain (* 1978), Schweizer Eishockeyspiele und -funktionär
- Alex Chernov (* 1938), australischer Jurist und Gouverneur von Victoria
- Alex Chiasson (* 1990), kanadischer Eishockeyspieler
- Alex Chilton (1950–2010), US-amerikanischer Songwriter, Gitarrist, Sänger und Produzent
- Alex Chow (* 1990), chinesischer Aktivist (Hong Kong)
- Alex Christensen (* 1967), deutscher DJ und Musikproduzent
- Alex Cisar (* 2000), slowenischer Biathlet
- Alex Clare (* 1985), britischer Sänger und Songwriter
- Alex Clayton (* 1987), US-amerikanischer Tennisspieler
- Alex Cline (* 1956), US-amerikanischer Perkussionist und Komponist des Modern Creative Jazz
- Alex Close (1921–2008), belgischer Radrennfahrer
- Alex Cochrane (* 2000), englischer Fußballspieler
- Alex Coke (* 1953), amerikanischer Jazzmusiker (Tenorsaxophon, Querflöten)
- Alex Colville (1920–2013), kanadischer Maler
- Alex Comas (* 1971), kolumbianischer Fußballspieler
- Alex Comfort (1920–2000), britischer Arzt, Schriftsteller, Psychologe, Wissenschaftler, Pazifist und Anarchist
- Alex Connell (1902–1958), kanadischer Eishockeytorwart
- Alex Conrad (1900–1959), argentinischer klassischer Pianist und Musikpädagoge
- Alex Conti (* 1952), deutscher Gitarrist
- Alex Contreras, peruanischer Ökonom und Politiker
- Alex Convery (* 1992), US-amerikanischer Drehbuchautor
- Alex Cooley (1939–2015), US-amerikanischer Veranstalter von Rockkonzerten und Musikfestivals
- Alex Cord (1933–2021), US-amerikanischer Schauspieler und Autor
- Alex Cordaz (* 1983), italienischer Fußballspieler
- Alex Costa dos Santos (* 1989), brasilianischer Fußballspieler
- Alex Courtes, französischer Musikvideoregisseur
- Alex Courtney (* 1940), US-amerikanischer Schauspieler
- Alex Coutts (* 1983), schottischer Radsportler
- Alex Cox (* 1954), britischer Filmregisseur, Drehbuchautor, Autor und Schauspieler
- Alex Crisovan (1919–2012), Schweizer Schachjournalist, -autor und -funktionär
- Alex Cubis (* 1991), australischer Schauspieler

##### D
- Alex Da Silva (* 1968), brasilianischer Tänzer und Choreograf
- Alex Danchev (1955–2016), britischer Historiker und Biograf
- Alex D’Arcy (1908–1996), ägyptischer Schauspieler
- Alex Davies (* 1987), englischer Snookerspieler
- Alex Davison (* 1979), australischer Automobilrennfahrer
- Alex Dawson (1940–2020), schottischer Fußballspieler
- Alex Day (* 1989), britischer Musiker und Blogger
- Alex De Angelis (* 1984), san-marinesischer Motorradrennfahrer
- Alex Debón (* 1976), spanischer Motorradrennfahrer
- Alex DeBrincat (* 1997), US-amerikanischer Eishockeyspieler
- Alex Deibold (* 1986), US-amerikanischer Snowboarder
- Alex DeJohn (* 1991), US-amerikanischer Fußballspieler
- Alex Della Valle (* 1990), san-marinesischer Fußballspieler
- Alex Delvecchio (1931–2025), kanadischer Eishockeyspieler, -trainer und -funktionär
- Alex Demirović (* 1952), deutscher Wissenschaftler und Autor
- Alex Descas (* 1958), französischer Schauspieler
- Alex Désert (* 1968), US-amerikanischer Schauspieler, Musiker und Synchronsprecher
- Alex Deutsch (1913–2011), deutscher Holocaust-Überlebender
- Alex Deutsch (* 1959), österreichischer Jazzmusiker
- Alex Di Giorgio (* 1990), italienischer Freistilschwimmer
- Alex Diamond, deutscher Künstler
- Alex Diego (* 1985), mexikanischer Fußballspieler
- Alex Diehl (* 1987), deutscher Musiker und Singer-Songwriter
- Alex Diggelmann (1902–1987), Schweizer Künstler
- Alex Dimitriades (* 1973), australischer Schauspieler
- Alex Dimitrijević (* 2003), kroatischer Eishockeyspieler
- Alex Diniz (* 1985), brasilianischer Radrennfahrer
- Alex Dobre (* 1998), rumänischer Fußballspieler
- Alex Doll (* 1990), russisch-schweizerischer Künstler
- Alex Dorow (* 1964), deutscher Nachrichtenmoderator und Politiker (CSU), MdL
- Alex Dowsett (* 1988), englischer Radrennfahrer
- Alex W. Drehsler (* 1948), US-amerikanischer Journalist und Filmproduzent
- Alex Dreppec (* 1968), deutscher Autor
- Alex Dujshebaev (* 1992), spanischer Handballspieler

##### E
- Alex Eadie (1920–2012), schottischer Politiker
- Alex Eales, britischer Bühnen- und Kostümbildner
- Alex J. van der Eb (* 1934), niederländischer Zellbiologe
- Alex Ebert (* 1978), US-amerikanischer Musiker, Sänger und Komponist
- Alex Ebi (* 1964), Schweizer Handballspieler, Handballfunktionär und Politiker (LDP)
- Alex Eder (* 1983), deutscher Kommunalpolitiker (Freie Wähler Unterallgäu)
- Alex Elder (* 1941), nordirischer Fußballspieler
- Alex English (* 1954), US-amerikanischer Basketballspieler
- Alex Eskin (* 1965), US-amerikanischer Mathematiker
- Alex Etel (* 1994), britischer Filmschauspieler
- Alex Eugster (* 1937), Schweizer Sänger und Musikproduzent

##### F
- Alex Fábregas (* 1980), spanischer Hockeyspieler
- Alex Fain (1912–2009), belgischer Tropenmediziner, Acarologe und Parasitologe
- Alex Farinelli (* 1981), Schweizer Politiker
- Alex Feil (* 1977), deutscher Filmregisseur und Editor
- Alex Feneridis (* 1989), neuseeländischer Fußballspieler
- Alex Ferguson (* 1941), schottischer Fußballspieler und -trainer
- Alex Fergusson (1949–2018), schottischer Politiker
- Alex Fergusson (* 1952), schottischer Gitarrist und Musikproduzent
- Alex Fernandes (* 1973), brasilianischer Fußballspieler
- Alex Fernández (* 1994), uruguayischer Fußballspieler
- Alex Ferns (* 1968), britischer Schauspieler
- Alex Ferrari (* 1993), italienischer American-Football-Spieler
- Alex Ferrari (* 1994), italienischer Fußballspieler
- Alex Ferreira (* 1994), US-amerikanischer Freestyle-Skier
- Alex Ferris (* 1997), kanadischer Schauspieler und Synchronsprecher
- Alex Feuerherdt (* 1969), deutscher Publizist
- Alex Figge (* 1981), US-amerikanischer Autorennfahrer
- Alex Finlayson (1917–2000), US-amerikanischer Schauspieler
- Alex Fitzalan, australischer Schauspieler
- Alex Fiva (* 1986), Schweizer Freestyle-Skisportler
- Alex Florea (* 1991), rumänischer Sänger
- Alex Fong (* 1980), chinesischer Schwimmer, Schauspieler und Sänger
- Alex Fontana (* 1992), Schweizer Automobilrennfahrer
- Alex Forbes (1925–2014), schottischer Fußballspieler
- Alex Formenton (* 1999), kanadischer Eishockeyspieler
- Alex Forsyth (1955–2024), kanadischer Eishockeyspieler
- Alex Foster (* 1953), amerikanischer Jazzmusiker
- Alex Foster (* 1984), US-amerikanischer Eishockeyspieler
- Alex Henry Foster (* 1989), kanadischer Sänger
- Alex Foxen (* 1991), US-amerikanischer Pokerspieler
- Alex Frame (* 1993), neuseeländischer Radrennfahrer
- Alex Franken, deutscher Rechtswissenschaftler
- Alex Freeman (* 2004), US-amerikanischer Fußballspieler
- Alex Frei (* 1993), italienischer Eishockeyspieler
- Alex Frick (1901–1991), deutscher Zahnarzt, Kommunalpolitiker und Heimatforscher
- Alex Fricke (1905–1955), deutscher Radrennfahrer
- Alex Friedland (* 1990), deutscher Schauspieler
- Alex Friedrich (* 1971), deutscher Mediziner, Hygieniker und Hochschullehrer
- Alex Friesen (* 1991), deutsch-kanadischer Eishockeyspieler
- Alex Frost (* 1987), US-amerikanischer Schauspieler
- Alex Funke (1914–2003), deutscher evangelischer Geistlicher
- Alex Funke (* 1944), US-amerikanischer Spezialeffektkünstler

##### G
- Alex Galchenyuk (* 1994), US-amerikanischer Eishockeyspieler
- Alex Gansa, US-amerikanischer Produzent und Drehbuchautor
- Alex Garcia (* 1961), US-amerikanischer Boxer
- Alex Gardner (* 1991), schottischer Sänger
- Alex Garland (* 1970), britischer Schriftsteller, Drehbuchautor und Regisseur
- Alex Gaskarth (* 1987), US-amerikanischer Sänger und Songwriter
- Alex Gasperoni (* 1984), san-marinesischer Fußballspieler
- Alex Gaudino (* 1970), italienischer DJ und Musikproduzent
- Alex Gehrer, deutscher Sportmanager, Sportfunktionär, Handballspieler und -trainer
- Alex Gérardin (* 1947), französischer Radrennfahrer
- Alex Gernandt (* 1965), deutscher Journalist, Autor und ehemaliger Chefredakteur der Bravo
- Alex Gersbach (* 1997), australischer Fußballspieler
- Alex Gfeller (* 1947), Schweizer Schriftsteller
- Alex Gibney (* 1953), US-amerikanischer Regisseur, Drehbuchautor und Filmproduzent
- Alex Gibson, Tontechniker
- Alex Gilady (1942–2022), israelischer Journalist und Sportfunktionär
- Alex Gilbert (* 1992), neuseeländischer Adoptionsanwalt russischer Herkunft
- Alex Gimeno, US-amerikanischer Musiker und Diskjockey
- Alex Giorgi (* 1957), italienischer Skirennläufer
- Alex Gitterman (1938–2024), US-amerikanischer Sozialarbeitswissenschaftler
- Alex Glardon (* 1972), Schweizer Politiker (CVP)
- Alex Gleave (* 1989), britischer Biathlet
- Alex Godoy (* 1971), andorranischer Fußballspieler
- Alex Gogić (* 1994), zyprischer Fußballspieler
- Alex Theodor Gogolkiewicz (* 1983), deutscher Arzt und Hochschullehrer
- Alex Goldfarb (* 1947), israelischer Politiker und Knessetabgeordneter
- Alex Goligoski (* 1985), US-amerikanischer Eishockeyspieler
- Alex Gonzalez (* 1951), französischer Mittel- und Langstreckenläufer
- Alex Goolsby (* 1987), deutscher Basketballspieler
- Alex Goot (* 1988), US-amerikanischer Sänger, Instrumentalist und Produzent
- Alex Gopher, französischer DJ und Produzent für elektronische Musik
- Alex Gorrin (* 1993), spanischer Fußballspieler
- Alex Gorsky (* 1960), US-amerikanischer Manager
- Alex Gottlieb (1906–1988), US-amerikanischer Drehbuchautor und Filmproduzent
- Alex Gough (* 1970), walisischer Squashspieler
- Alex Graham (1917–1991), schottischer Comiczeichner
- Alex Grant (1874–1946), kanadischer Mittel- und Langstreckenläufer
- Alex Grant (* 1989), kanadischer Eishockeyspieler
- Alex de Grassi (* 1952), US-amerikanischer Gitarrist
- Alex Graves (* 1965), US-amerikanischer Fernsehregisseur und -produzent sowie Drehbuchautor
- Alex Gray (1899–1986), britisch-kanadischer Eishockeyspieler
- Alex Gregory (* 1984), britischer Ruderer
- Alex Greive (* 1999), neuseeländischer Fußballspieler
- Alex Grey (* 1953), US-amerikanischer Künstler
- Alex Groesbeck (1873–1953), US-amerikanischer Politiker
- Alex Grossmann (1930–2019), jugoslawisch-französischer Physiker
- Alex Grube (* 1983), deutscher Bassist
- Alex Gruber (* 1992), italienischer Naturbahnrodler
- Alex Gufler (* 2002), italienischer Rennrodler
- Alex Gunia (* 1964), deutscher Fusionmusiker (Gitarre, Live-Elektronik), Musikproduzent und Autor

##### H
- Alex Haffner (1883–1969), deutscher Manager und Politiker (CDU)
- Alex Hales (* 1989), englischer Cricketspieler
- Alex Haley (1921–1992), US-amerikanischer Schriftsteller
- Alex Hanimann (* 1955), Schweizer Künstler
- Alex Hannig (1897–1987), chilenischer Leichtathlet, Teilnehmer an den Olympischen Spielen 1928 in Amsterdam
- Alex Hannum (1923–2002), US-amerikanischer Basketballspieler und -coach
- Alex Harris (* 1994), schottischer Fußballspieler
- Alex Hartmann (* 1993), australischer Sprinter
- Alex Harvey (1935–1982), schottischer Rockmusiker
- Alex Harvey (* 1988), kanadischer Skilangläufer
- Alex Hassell (* 1980), britischer Schauspieler
- Alex Haw, britischer Schauspieler
- Alex Hawke (* 1977), australischer Politiker
- Alex Hay (1933–2011), schottischer Golflehrer und Golfkommentator
- Alex Haydock-Wilson (* 1999), britischer Sprinter
- Alex van Heerden (1974–2009), südafrikanischer Musiker (Trompete, Akkordeon, Gesang) des Cape Jazz
- Alex Heffes (* 1971), britischer Komponist
- Alex Heller (1925–2008), amerikanischer Mathematiker
- Alex Hendriksen (* 1975), Jazzmusiker (Saxophon)
- Alex Henning, Filmtechniker
- Alex Henry (* 1979), kanadischer Eishockeyspieler und -trainer
- Alex Hensel, Schweizer Skeletonsportler
- Alex Herlein (1875–1954), deutscher Manager der Papierindustrie
- Alex Hernández (* 1999), mexikanischer Tennisspieler
- Alex Herrald (* 1984), US-amerikanischer Schauspieler, Drehbuchautor und Filmproduzent
- Alex Herrera (* 1992), US-amerikanischer Basketballspieler
- Alex Heskel (1864–1943), deutscher Lehrer und Historiker
- Alex R. Hibbert (* 2004), US-amerikanischer Kinderdarsteller
- Alex Hicks (* 1969), kanadischer Eishockeyspieler und -trainer
- Alex Higgins, nordirischer Snookerspieler
- Alex Highet († 1940), schottischer Fußballspieler
- Alex Highsmith (* 1997), US-amerikanischer American-Football-Spieler
- Alex Hill (1906–1937), US-amerikanischer Jazz-Pianist und Arrangeur
- Alex Hillhouse (1907–1983), australischer Langstrecken- und Hindernisläufer
- Alex Hirsch (* 1985), US-amerikanischer Cartoonist, Regisseur, Filmproduzent, Synchronsprecher, Art Director und Drehbuchautor
- Alex Hitchcock, britischer Jazzmusiker (Tenorsaxophon)
- Alex Hofer (* 1977), Schweizer Gleitschirmpilot
- Alex Hofer (* 1994), italienischer Skirennläufer
- Alex Hoffman, US-amerikanischer Jazzmusiker (Tenorsaxophon)
- Alex Hofmann (1879–1959), deutscher Unternehmer und im Jahr 1945 Bürgermeister von Detmold
- Alex Hofmann (* 1980), deutscher Motorradrennfahrer
- Alex Holzwarth (* 1968), deutscher Schlagzeuger
- Alex Homberger (1912–2007), Schweizer Ruderer
- Alex Honnold (* 1985), US-amerikanischer Free-Solo-Kletterer
- Alex Höpperger (1865–1929), Sänger
- Alex Horstmann (1891–1971), deutscher Tuchmacher und antifaschistischer Widerstandskämpfer
- Alex Hösl (1919–1977), deutscher Politiker (CSU), MdB
- Alex Howe (* 1989), US-amerikanischer Biathlet
- Alex Howes (* 1988), US-amerikanischer Cyclocross- und Straßenradrennfahrer
- Alex Huber (* 1982), Schweizer Jazzmusiker (Schlagzeug)
- Alex Hug (* 1943), Schweizer Organist, Komponist, Chorleiter
- Alex Hürzeler (* 1965), Schweizer Politiker
- Alex Hutcheson, schottischer Fußballspieler
- Alex Huth (* 1974), deutscher Fernsehmoderator
- Alex Hyde (1898–1956), deutschstämmiger US-amerikanischer Musiker, Violinist, Bandleader
- Alex Hyde-White (* 1959), britischer Schauspieler

##### I
- Alex Iacovitti (* 1997), schottischer Fußballspieler
- Alex Iafallo (* 1993), US-amerikanischer Eishockeyspieler
- Alex Infascelli (* 1967), italienischer Regisseur und Drehbuchautor
- Alex Innerbichler (* 1985), italienischer Naturbahnrodler
- Alex Insam (* 1997), italienischer Skispringer
- Alex Irvine (* 1969), US-amerikanischer Science-Fiction- und Fantasy-Autor
- Alex Iwobi (* 1996), nigerianischer Fußballspieler
- Alex Izykowski (* 1984), US-amerikanischer Shorttrack-Läufer

##### J
- Alex Jackson (1905–1946), schottischer Fußballspieler
- Alex Jacob (* 1984), US-amerikanischer Pokerspieler
- Alex Jacobowitz (* 1960), US-amerikanischer auf Klezmer-Musik spezialisierter Marimbaspieler
- Alex Jahnke (* 1969), deutscher Schriftsteller
- Alex James (1901–1953), schottischer Fußballspieler
- Alex Jany (1929–2001), französischer Schwimmer und Wasserballspieler
- Alex Järvinen, finnischer Ringer
- Alex Jennings (* 1957), britischer Schauspieler
- Alex Jensen (* 1976), US-amerikanischer Basketballspieler und -trainer
- Alex Joffé (1918–1995), französischer Filmregisseur, Drehbuchautor und Schauspieler
- Alex John (* 1964), deutsch-britischer Künstler
- Alex Johnstone (1961–2016), schottischer Politiker
- Alex Jolig (* 1963), deutscher Gastronom und Schauspieler
- Alex Jones (* 1974), US-amerikanischer rechtsgerichteter Radiomoderator, Unternehmer und Verschwörungstheoretiker
- Alex Jones (1988–2019), britischer Automobilrennfahrer und Radsportler
- Alex Jordan (* 1947), deutscher Grafikdesigner, Künstler und Fotograf
- Alex Joske, chinesisch-australischer Politologe und Sinologe

##### K
- Alex Thomas Kaliyanil (* 1960), indischer Geistlicher, römisch-katholischer Bischof
- Alex Kapranos (* 1972), englischer Sänger, Songschreiber und Gitarrist
- Alex Karp (* 1967), US-amerikanischer Unternehmer, Gründer von Palantir Technologies
- Alex Karras (1935–2012), US-amerikanischer American-Football-Spieler und Schauspieler
- Alex Katakwe (* 1974), sambischer Politiker (UPND), Mitglied der Nationalversammlung
- Alex Katz (* 1927), US-amerikanischer Maler
- Alex J. Kay (* 1979), britischer Historiker mit dem Schwerpunkt Nationalsozialismus
- Alex Kemp, US-amerikanischer Schiedsrichter im American Football
- Alex Kempkens (* 1942), deutscher Fotograf, Fotojournalist und Computerkünstler
- Alex Kendrick (* 1970), US-amerikanischer Schauspieler, Autor und Regisseur
- Alex Kenji, italienischer DJ und Produzent
- Alex Kershaw (* 1966), britischer Journalist und Autor
- Alex Kilb (* 1969), deutscher Musikproduzent, Labelbesitzer und Musiker
- Alex King (* 1985), deutscher Basketballspieler
- Alex Ngeno Kipngetich (* 2000), kenianischer Leichtathlet
- Alex Kirsch (* 1992), luxemburgischer Radrennfahrer
- Alex Kirui (* 1980), kenianischer Marathonläufer
- Alex Knibbs (* 1999), britischer Leichtathlet
- Alex Knight, US-amerikanischer Schauspieler und Moderator
- Alex Knight (* 2001), US-amerikanischer Volleyballspieler
- Alex Köberlein (* 1951), deutscher Musiker, Mitbegründer von Grachmusikoff und Schwoißfuaß
- Alex Koenigsmark (1944–2013), tschechischer Schriftsteller, Dramatiker und Drehbuchautor
- Alex Kofler (* 1978), italienischer Hörfunkredakteur und Journalist
- Alex Kofman (1949–1999), ukrainisch-amerikanischer Jazzmusiker
- Alex Kometer (* 1973), österreichischer Radiomoderator, Autor und Schauspieler
- Alex Konadu (1950–2011), ghanaischer Gitarrist und Sänger
- Alex Konanykhin (* 1966), russischer Bankier
- Alex Kontorovich (* 1980), US-amerikanischer Mathematiker
- Alex Korio (* 1990), kenianischer Langstreckenläufer
- Alex Koroknay-Palicz (* 1981), amerikanischer Aktivist für die Rechte der Jugend
- Alex Kotzky (1923–1996), US-amerikanischer Comiczeichner
- Alex Kraft (* 1968), deutscher Musiker, Songwriter und Produzent
- Alex Král (* 1998), tschechischer Fußballspieler
- Alex Kraskewitz (1936–2021), deutscher Fußballspieler
- Alex Kristan (* 1972), österreichischer Stimmenimitator und Kabarettist
- Alex Krusche (1876–1961), deutscher Fabrikant und Politiker
- Alex von Kuczkowski (* 1977), deutscher Sportjournalist und Buch-Autor
- Alex Kuprecht (* 1957), Schweizer Politiker (SVP)
- Alex Kurtagić (* 1970), britischer Autor und Musiker
- Alex Kurtzman (* 1973), US-amerikanischer Film- und Fernsehproduzent sowie Drehbuchautor
- Alex Kuznetsov (* 1987), US-amerikanischer Tennisspieler

##### L
- Alex La Guma (1925–1985), südafrikanischer Schriftsteller und oppositioneller Politiker
- Alex Lambacher (* 1996), deutsch-italienischer Eishockeyspieler
- Alex Landenburg (* 1979), deutscher Schlagzeuger
- Alex Landi (* 1992), US-amerikanischer Schauspieler und Model
- Alex Lang, schottischer Fußballspieler
- Alex Lanipekun (* 1981), britischer Schauspieler
- Alex Laurent (* 1993), luxemburgisch-deutscher Basketballspieler
- Alex Lauzon (* 1957), österreichischer Pokerspieler
- Alex Lawson (* 1994), US-amerikanischer Tennisspieler
- Alex Lawther (* 1995), britischer Schauspieler
- Alex Layne (1939–2020), US-amerikanischer Jazzmusiker (Kontrabass)
- Alex Leapai (* 1979), australisch-samoanischer Schwergewichtsboxer
- Alex Leatherwood (* 1999), US-amerikanischer American-Football-Spieler
- Alex Leavitt (* 1984), kanadischer Eishockeyspieler
- Alex de Leeuw, niederländischer Tenor- und Basssaxophonist
- Alex Lely (* 1973), niederländischer Poolbillardspieler
- Alex Len (* 1993), ukrainischer Basketballspieler
- Alex Lenderman (* 1989), US-amerikanischer Schachspieler
- Alex Leukart (* 1939), Schweizer Indogermanist und Mykenologe
- Alex Lewin (1888–1942), deutscher Landesrabbiner im oldenburgischen Landesteil Birkenfeld
- Alex Liang (* 1971), chinesisch-US-amerikanischer Badmintonspieler
- Alex Lifeson (* 1953), kanadischer Musiker
- Alex Ligertwood (* 1946), schottischer Rockmusiker
- Alex Lindsay (1919–1974), neuseeländischer Geiger, Orchesterleiter und Musikpädagoge
- Alex D. Linz (* 1989), US-amerikanischer Schauspieler
- Alex Livinalli (* 1984), venezolanisch-US-amerikanischer Schauspieler und Stuntman
- Alex Livingston (* 1987), kanadischer Pokerspieler
- Alex Ljubenow (* 2001), bulgarischer Stabhochspringer
- Alex Lloyd (* 1984), britischer Rennfahrer
- Alex LoRe, US-amerikanischer Jazzmusiker (Saxophon)
- Alex Loudon (* 1980), englischer Cricketspieler
- Alex Lowry (* 2003), schottischer Fußballspieler
- Alex Lubawinski (* 1950), deutscher Politiker (SPD), MdA
- Alex Luna (* 1986), ukrainischer Sänger, Countertenor, Schauspieler, Filmproduzent
- Alex Lutz (* 1978), französischer Schauspieler, Theaterregisseur (Metteur en Scéne) und Komiker
- Alex Lynn (* 1993), britischer Automobilrennfahrer

##### M
- Alex Ma (* 1978), taiwanischer Softwareentwickler
- Alex MacDowall (* 1991), britischer Autorennfahrer
- Alex Machacek (* 1972), österreichischer Jazzmusiker
- Alex Mack (* 1985), US-amerikanischer American-Football-Spieler
- Alex MacLean (* 1947), US-amerikanischer Fotograf, Pilot und Architekt
- Alex MacQueen (* 1973), englischer Schauspieler
- Alex Maguire (* 1959), britischer Pianist
- Alex Maier (1917–2005), Schweizer Grafiker, Zeichner, Maler und Kunstpädagoge
- Alex Majewski (* 1959), deutscher bildender Künstler
- Alex Malinga (* 1974), ugandischer Langstreckenläufer
- Alex Mallari junior (* 1988), philippinisch-kanadischer Schauspieler
- Alex Mapelli-Mozzi (* 1951), britisch-italienischer Aristokrat und Skirennläufer
- Alex Marlow (* 1986), US-amerikanischer Journalist
- Alex Márquez, amerikanischer Filmeditor
- Alex Maskey (* 1952), nordirischer Politiker (Sinn Féin)
- Alex Matter, Schweizer Mediziner
- Alex Mazukatow (* 1999), russischer Fußballspieler
- Alex McArthur (* 1957), US-amerikanischer Schauspieler
- Alex McCalla (* 1937), kanadischer Agrarökonom
- Alex McCarthy (* 1989), englischer Fußballspieler
- Alex McDonald (* 1945), jamaikanischer Mittelstreckenläufer und Sprinter
- Alex McDonald, schottischer Fußballspieler
- Alex McDowell (* 1955), britischer Szenenbildner
- Alex McEwan (* 1977), australischer Shorttracker
- Alex McLeish (* 1959), schottischer Fußballspieler und -trainer
- Alex McMillan (1932–2024), US-amerikanischer Politiker
- Alex Mechanik (* 1986), US-amerikanischer Kurzfilmregisseur und -produzent sowie Drehbuchautor
- Alex Meenhorst (* 1987), neuseeländischer Straßenradrennfahrer
- Alex Megane (* 1978), deutscher DJ
- Alex Meier (* 1951), deutscher Fußballspieler
- Alex Meier (* 1983), deutscher Fußballspieler und -trainer
- Alex Meijer (* 1966), niederländischer Badmintonspieler
- Alex Meik (* 1966), österreichischer Kontrabassist und Sänger
- Alex Melamid (* 1945), US-amerikanischer Künstler
- Alex Melcher (* 1970), deutscher Musical-Darsteller
- Alex Antônio de Melo Santos (* 1983), brasilianischer Fußballspieler
- Alex Méndez (* 2000), US-amerikanischer Fußballspieler
- Alex Mendham (* 1983), britischer Sänger, Saxophonist und Bandleader
- Alex Meraz (* 1985), US-amerikanischer Filmschauspieler
- Alex Merck (1956–2012), deutscher Gitarrist und Autor
- Alex Meret (* 1997), italienischer Fußballspieler
- Alex Meyer (1879–1978), deutscher Rechtswissenschaftler und Luftrechtsexperte
- Alex Michelsen (* 2004), US-amerikanischer Tennisspieler
- Alex Miescher (* 1968), Schweizer Sportler, Pilot und Sportfunktionär
- Alex Mighten (* 2002), englischer Fußballspieler
- Alex Miller, schottischer Fußballspieler
- Alex Miller (* 1949), schottischer Fußballspieler und -trainer
- Alex Miller (* 1977), israelischer Politiker
- Alex Miller (* 2000), namibischer Radsportler
- Alex de Minaur (* 1999), australischer Tennisspieler
- Alex Mineiro (* 1975), brasilianischer Fußballspieler
- Alex Mitchell (* 2001), englischer Fußballspieler
- Alex Mizurov (* 1988), deutsch-kasachischer Skateboarder
- Alex Molčan (* 1997), slowakischer Tennisspieler
- Alex Möller (1903–1985), deutscher Politiker (SPD), MdL, MdB
- Alex Monis (* 2003), philippinisch-US-amerikanischer Fußballspieler
- Alex Montpellier (* 1983), französischer Poolbillardspieler
- Alex Mooney (* 1971), US-amerikanischer Politiker
- Alex Moore (1899–1989), US-amerikanischer Keyboardspieler des Texas Blues
- Alex Moore (1901–1991), britischer Tanzlehrer
- Alex Moroder (1923–2006), italienischer Bankbeamter und Brauchtumspfleger (Südtirol)
- Alex Moser (* 1979), österreichischer Hair Stylist
- Alex Moulton (1920–2012), britischer Ingenieur und Erfinder
- Alex Mowatt (* 1995), englischer Fußballspieler
- Alex Mullink (* 1944), niederländischer Ruderer
- Alex Muralha (* 1989), brasilianischer Fußballspieler
- Alex Muscat (* 1984), maltesischer Fußballspieler
- Alex Mussolini (* 1984), spanischer Windsurfer

##### N
- Alex Natan (1906–1971), deutscher Journalist, Schriftsteller und Leichtathlet
- Alex Naumi (* 2001), finnischer Tischtennisspieler
- Alex Nausner (* 1976), deutsch-österreichischer Hörfunkmoderator
- Alex Nedeljkovic (* 1996), US-amerikanischer Eishockeytorwart
- Alex Neil (* 1951), schottischer Politiker
- Alex Neil (* 1981), schottischer Fußballspieler und -trainer
- Alex Németh (* 1998), ungarischer Handball- und Beachhandballspieler
- Alex Nepomniaschy (* 1955), US-amerikanischer Kameramann
- Alex Neuberger (* 1992), US-amerikanischer Schauspieler
- Alex Neustaedter (* 1998), US-amerikanischer Schauspieler
- Alex Newhook (* 2001), kanadischer Eishockeyspieler
- Alex N’Gadi (* 1990), französisch-ivorischer Fußballspieler
- Alex Nicol (1916–2001), US-amerikanischer Schauspieler und Regisseur
- Alex Niederhäuser (* 1991), Schweizer Kinderdarsteller
- Alex Nielsen (* 1967), dänischer Fußballspieler
- Alex Niggemann (* 1984), deutscher Musikproduzent und DJ
- Alex Norris, US-amerikanischer Jazztrompeter
- Alex North (1910–1991), US-amerikanischer Komponist
- Alex Norton (* 1950), schottischer Schauspieler
- Alex Nyarko (* 1973), ghanaischer Fußballspieler

##### O
- Alex Oakley (1926–2010), kanadischer Geher
- Alex Obert (* 1991), US-amerikanischer Wasserballspieler
- Alex O’Brien (* 1970), US-amerikanischer Tennisspieler
- Alex Okafor (* 1991), US-amerikanischer American-Football-Spieler
- Alex Olmedo (1936–2020), peruanischer Tennisspieler
- Alex O’Loughlin (* 1976), australischer Schauspieler
- Alex Orban (1939–2021), US-amerikanischer Fechter
- Alex F. Osborn (1888–1966), US-amerikanischer Autor und Werbefachmann
- Alex Otto (1861–1936), deutscher Schauspieler
- Alex Oxlade-Chamberlain (* 1993), englischer Fußballspieler

##### P
- Alex Pacheco (* 1958), US-amerikanischer Tierrechts-Aktivist
- Alex Padilla (* 1973), US-amerikanischer Politiker (Demokratische Partei)
- Alex Paez (* 1963), US-amerikanischer Schauspieler und Synchronsprecher
- Alex Pagulayan (* 1976), philippinisch-kanadischer Poolbillard- und Snookerspieler
- Alex Pall (* 1985), US-amerikanischer DJ
- Alex Palmer (* 1973), britischer Schauspieler
- Alex Palmieri (* 1991), italienischer Popsänger und LGBT-Aktivist
- Alex Palou (* 1997), spanischer Automobilrennfahrer
- Alex Paolucci, italienischer Filmregisseur und Schauspieler
- Alex Parche (1952–2009), deutscher Gitarrist
- Alex Pardee (* 1976), US-amerikanischer Maler, Grafikdesigner und Comiczeichner
- Alex Parker (1935–2010), schottischer Fußballspieler und -trainer
- Alex Partridge (* 1981), britischer Ruderer
- Alex Pastoor (* 1966), niederländischer Fußballspieler und -trainer
- Alex Pauk (* 1945), kanadischer Komponist, Dirigent und Musikpädagoge
- Alex Paulsen (* 2002), neuseeländisch-südafrikanischer Fußballspieler
- Alex Paust (* 1945), deutscher Politiker (SPD)
- Alex Pearce (* 1988), irischer Fußballspieler
- Alex Pedersen (* 1966), dänischer Radrennfahrer
- Alex Pedrazzini (1951–2021), Schweizer Politiker (CVP)
- Alex Peil (* 1992), deutscher Schauspieler
- Alex Perry (* 1970), US-amerikanischer Journalist und Autor
- Alex Petan (* 1992), italo-kanadischer Eishockeyspieler
- Alex Petrovic (* 1992), kanadischer Eishockeyspieler
- Alex Pettyfer (* 1990), britischer Schauspieler und Model
- Alex Phillips (1900–1977), kanadisch-mexikanischer Kameramann und Kleindarsteller
- Alex Pietrangelo (* 1990), kanadischer Eishockeyspieler
- Alex Pinder, britischer Schauspieler und Theaterregisseur
- Alex Plante (* 1989), kanadisch-südkoreanischer Eishockeyspieler
- Alex Ploeg (1956–2014), niederländischer Ichthyologe und Lobbyist
- Alex Ploner (* 1969), italienischer Journalist, Eventmanager und Politiker (Südtirol)
- Alex Poelman (* 1981), niederländischer Hornist und Komponist
- Alex Pohl (* 1977), deutscher Schriftsteller
- Alex Pohn (* 1977), österreichischer Musiker
- Alex Pomarol, spanischer Physiker
- Alex Pontet (* 1949), französischer Radrennfahrer
- Alex Poythress (* 1993), US-amerikanisch-ivorischer Basketballspieler
- Alex Price, britischer Schauspieler
- Alex Price, Schweizer House/Dance-DJ, Songwriter und Produzent
- Alex Proyas (* 1963), australischer Regisseur
- Alex Pullin (1987–2020), australischer Snowboarder

##### Q
- Alex Quaderer (* 1971), liechtensteinischer Fußballspieler und Autor
- Alex Quaison-Sackey (1924–1992), ghanaischer Politiker und Diplomat
- Alex Quinn (* 2000), britischer Rennfahrer

##### R
- Alex Raack (* 1983), deutscher Autor und Journalist
- Alex Rădulescu (* 1974), deutscher Tennisspieler und -trainer
- Alex Rae (* 1969), schottischer Fußballspieler und -trainer
- Alex Raisbeck (1878–1949), schottischer Fußballspieler und -trainer
- Alex Randolph (1922–2004), US-amerikanischer Spieleautor
- Alex Ranghieri (* 1987), italienischer Volleyball- und Beachvolleyballspieler
- Alex Rasmussen (* 1984), dänischer Radrennfahrer
- Alex Raymond (1909–1956), US-amerikanischer Zeichner
- Alex Read (* 1991), australischer Fußballspieler
- Alex Reece, britischer Drum-and-Bass-DJ und Produzent
- Alex Řehák (* 1995), tschechischer Fußballspieler
- Alex Reichmuth (* 1968), Schweizer Journalist
- Alex Renard, französischer Jazzmusiker
- Alex Renfroe (* 1986), US-amerikanischer Basketballspieler
- Alex-Dias Ribeiro (* 1948), brasilianischer Formel-1-Rennfahrer
- Alex Riberas (* 1994), spanischer Autorennfahrer
- Alex Riche (* 1996), chinesisch-kanadischer Eishockeyspieler
- Alex Riel (1940–2024), dänischer Schlagzeuger in der Jazz- und Rockmusik
- Alex Roach (* 1993), deutsch-kanadischer Eishockeyspieler
- Alex Rocco (1936–2015), US-amerikanischer Schauspieler
- Alex Rodríguez (* 1971), mexikanisch-französischer Filmeditor
- Alex Rodríguez (* 1975), US-amerikanischer Baseballspieler
- Alex Rodríguez (* 1980), andorranischer Fußballspieler
- Alex Roe (* 1990), britischer Schauspieler
- Alex Rollo (1926–2004), schottischer Fußballspieler und -trainer
- Alex Kipchirchir Rono (* 1984), kenianischer Mittelstreckenläufer
- Alex Rose (* 1991), samoanischer Kugelstoßer und Diskuswerfer
- Alex Rosenberg (1926–2007), US-amerikanischer Mathematiker deutscher Herkunft
- Alex Rosner (* 1935), US-amerikanischer Elektroingenieur
- Alex Ross (* 1968), US-amerikanischer Musikkritiker
- Alex Ross (* 1970), US-amerikanischer Comic-Zeichner
- Alex Rowley (* 1963), schottischer Politiker
- Alex Roy (* 1974), englischer Dartspieler
- Alex Rübel (* 1955), Schweizer Tierarzt und Zoodirektor
- Alex Ruela (* 1987), brasilianischer Fußballspieler
- Alex Rühle (* 1969), deutscher Journalist
- Alex Rúnarsson (* 1995), isländischer Fußballtorhüter
- Alex Ruoff (* 1986), US-amerikanischer Basketballspieler
- Alex Russell (* 1987), australischer Schauspieler
- Alex Rybakov (* 1997), US-amerikanischer Tennisspieler
- Alex-Ceslas Rzewuski (1893–1983), polnisch-französischer Aristokrat, römisch-katholischer Geistlicher, Dominikaner, Maler und Grafiker

##### S
- Alex Sadkowsky (1934–2025), Schweizer Multimedia-Künstler, Fotograf, Maler, Zeichner, Grafiker, Fotograf, Performer und Autor
- Alex Lodiong Sakor Eyobo (* 1971), südsudanesischer Geistlicher, römisch-katholischer Bischof von Yei
- Alex Agius Saliba (* 1989), maltesischer Jurist und Politiker (Partit Laburista)
- Alex Salmond (1954–2024), schottischer Politiker (SNP), Mitglied des House of Commons
- Alex Sanchez (* 1973), puerto-ricanischer Boxer im Strohgewicht
- Alex Sanders (1926–1988), britischer Religionsgründer
- Alex Sandro (* 1991), brasilianischer Fußballspieler
- Alex Saniel (* 1996), vanuatuischer Fußballspieler
- Alex dos Santos Gonçalves (* 1990), brasilianischer Fußballspieler
- Alex Flávio Santos Luz (* 1993), brasilianischer Fußballspieler
- Alex Savea (* 1978), amerikanisch-samoanischer Fußballspieler
- Alex Scarrow (* 1966), britischer Science-Fiction-Autor
- Alex Sceberras Trigona (* 1950), maltesischer Politiker (MLP)
- Alex Schaad (* 1990), deutscher Regisseur und Drehbuchautor
- Alex Schaf (* 1987), ukrainisch-deutscher Leichtathlet
- Alex Schalk (* 1992), niederländischer Fußballspieler
- Alex Schaufelbühl, Schweizer Bildhauer
- Alex Scheurer (* 1974), österreichischer Fernseh- und Hörfunkmoderator
- Alex Schlopy (* 1992), US-amerikanischer Freestyle-Skisportler
- Alex Schmeisser (* 1974), deutscher Liedermacher, Musiker, Kinderliedermacher, Erzieher und Pädagoge im Förderbereich
- Alex Schöngrün (1854–1942), deutscher Landschafts- und Marinemaler
- Alex Schwager, Schweizer Orientierungsläufer
- Alex Schwazer (* 1984), italienischer Geher
- Alex Schweder (* 1970), amerikanischer Installations- und Objektkünstler
- Alex Schwers, deutscher Musiker und Konzertveranstalter
- Alex Scorier (1931–2021), belgischer Jazzmusiker (Saxophone, Flöte)
- Alex Scott (1936–2001), schottischer Fußballspieler
- Alex Seidel (1909–1989), deutscher Ingenieur, Unternehmer, Waffenproduzent und Mitbegründer der Firma Heckler & Koch
- Alex Seropian (* 1969), US-amerikanischer Computerspieleentwickler
- Alex Servais (1896–1949), luxemburgischer Sprinter und Speerwerfer
- Alex Shakar (* 1968), US-amerikanischer Schriftsteller
- Alex Sharp (* 1989), britischer Film- und Theaterschauspieler
- Alex Shelley (* 1983), US-amerikanischer Wrestler
- Alex Shibutani (* 1991), US-amerikanischer Eiskunstläufer
- Alex Shigo (1930–2006), US-amerikanischer Forstwissenschaftler
- Alex Shinsky (* 1993), US-amerikanischer Fußballspieler und -trainer
- Alex Silva (* 1985), brasilianischer Fußballspieler
- Alex Silva (* 1990), uruguayischer Fußballspieler
- Alex Silva (* 1993), uruguayischer Fußballspieler
- Alex Silva, britischer Musikproduzent
- Alex Rafael da Silva Antônio (* 1988), brasilianischer Fußballspieler
- Alex Simu (* 1981), rumänischer Jazzmusiker (Klarinetten, Saxophone, Komposition)
- Alex Sipiagin (* 1967), russischer Jazztrompeter
- Alex Skolnick (* 1968), US-amerikanischer Jazz- und Metal-Gitarrist
- Alex Skovron (* 1948), australischer Lyriker polnisch-jüdischer Herkunft
- Alex Skuby (* 1972), US-amerikanischer Schauspieler
- Alex Smith (* 1984), US-amerikanischer American-Football-Spieler
- Alex Smoke, schottischer DJ und Musikproduzent
- Alex Sobczyk (* 1997), österreichischer Fußballspieler
- Alex Sobers (* 1998), barbadischer Schwimmer
- Alex Solowitz (* 1979), US-amerikanischer Schauspieler, Sänger und Produzent
- Alex Somers (* 1984), US-amerikanischer Künstler und Musiker
- Alex Somoza (* 1986), andorranischer Fußballspieler
- Alex Song (* 1987), kamerunisch-französischer Fußballspieler
- Alex Spanos (1923–2018), US-amerikanischer Unternehmer
- Alex Spellman (* 1988), US-amerikanischer Dartspieler
- Alex Spillum (* 1999), US-amerikanischer American-Football-Spieler
- Alex St. Clair, US-amerikanischer Musiker
- Alex Stait (* 1979), englischer Squashspieler
- Alex Stalock (* 1987), US-amerikanischer Eishockeytorwart
- Alex Steinweiss (1917–2011), US-amerikanischer Designer, Erfinder des Schallplattencovers
- Alex Stepanek (* 1963), deutscher Tennisspieler
- Alex Stepney (* 1942), englischer Fußballtorhüter
- Alex Stewart (1964–2016), jamaikanischer Boxer
- Alex Stieda (* 1961), kanadischer Radrennfahrer
- Alex Stock (1937–2016), deutscher römisch-katholischer Theologe
- Alex Stoldt (* 1999), deutscher Stand-Up-Comedian
- Alex Storozynski (* 1961), US-amerikanischer Journalist
- Alex Strasser (1898–1974), österreichisch-britischer Filmemacher

##### T
- Alex Tagliani (* 1972), kanadischer Automobilrennfahrer
- Alex Tamm (* 2001), estnischer Fußballspieler
- Alex Tanguay (* 1979), kanadischer Eishockeyspieler
- Alex Tavoularis (* 1944), US-amerikanischer Filmarchitekt
- Alex Tchuimeni-Nimely (* 1991), englisch-liberianischer Fußballspieler
- Alex Teixeira (* 1990), brasilianischer Fußballspieler
- Alex Telles (* 1992), brasilianischer Fußballspieler
- Alex Tew (* 1984), britischer Initiator der „Million Dollar Homepage“
- Alex Tharamangalam (* 1958), indischer syro-malabarischer Geistlicher, Weihbischof in Mananthavady
- Alex Thépot (1906–1989), französischer Fußballtorhüter
- Alex Thompson, US-amerikanischer Filmregisseur und Drehbuchautor
- Alex Thomson (1929–2007), britischer Kameramann
- Alex Thomson (* 1974), britischer Segler
- Alex Timossi Andersson (* 2001), schwedischer Fußballspieler
- Alex Tjong (* 1991), brasilianischer Badmintonspieler
- Alex Tobin (* 1965), australischer Fußballspieler
- Alex Tomann, österreichischer Musikproduzent
- Alex Toth (1928–2006), US-amerikanischer Comiczeichner
- Alex Trebek (1940–2020), kanadisch-US-amerikanischer Fernsehmoderator
- Alex Trivellato (* 1993), deutsch-italienischer Eishockeyspieler
- Alex Trumble, US-amerikanischer Schauspieler und Model
- Alex Tuch (* 1996), US-amerikanischer Eishockeyspieler
- Alex Turner (* 1986), britischer Rockmusiker
- Alex Turrek (* 1989), deutscher Schauspieler und Synchronsprecher
- Alex Tyus (* 1988), US-amerikanisch-israelischer Basketballspieler

##### V
- Alex Joseph Vadakumthala (* 1959), indischer römisch-katholischer Geistlicher, Bischof von Kannur
- Alex Vallance (1860–1898), schottischer Fußballspieler
- Alex Van Halen (* 1953), niederländisch-US-amerikanischer Schlagzeuger und Perkussionist
- Alex Van Linden (* 1952), belgischer Radrennfahrer
- Alex Vanopslagh (* 1991), dänischer Politiker und Abgeordneter des dänischen Folketings
- Alex Varas (* 1976), chilenischer Fußballspieler
- Alex Varnyú (* 1995), ungarischer Shorttracker
- Alex Veadov (* 1962), amerikanischer Schauspieler
- Alex Venturella (* 1984), britischer Heavy-Metal-Musiker und Gitarrentechniker
- Alex Vesper (* 1967), deutscher Schlagzeuger
- Alex Vetchinsky (1904–1980), britischer Filmarchitekt
- Alex Vinatzer (* 1999), italienischer Skirennläufer
- Alex Vincent (* 1981), US-amerikanischer Schauspieler und ehemaliger Kinderdarsteller
- Alex S. Vitale, US-amerikanischer Soziologe und Hochschullehrer
- Alex Vogel (* 1999), Schweizer Radsportler
- Alex Vömel (1897–1985), deutscher Galerist und Kunsthändler

##### W
- Alex W (* 2000), italienischer Popsänger
- Alex Wall (* 1990), kanadischer Eishockeyspieler
- Alex Ward (* 1974), britischer Jazzmusiker und Komponist
- Alex van Warmerdam (* 1952), niederländischer Regisseur, Drehbuchautor, Schauspieler und Maler
- Alex Wassilew (* 1995), bulgarischer Mittelstreckenläufer
- Alex Waterman (* 1975), US-amerikanischer Cellist und Komponist
- Alex Watson (* 1957), australischer Moderner Fünfkampfer
- Alex Watson, englischer Fußballfunktionär
- Alex Watson (* 1968), englischer Fußballspieler
- Alex Wayman (1921–2004), US-amerikanischer Tibetologe und Indologe
- Alex Webb (* 1952), US-amerikanischer Fotograf
- Alex Webster (* 1969), US-amerikanischer Metal-Bassist
- Alex Weiner, kanadischer Schauspieler, Filmproduzent und Synchronsprecher
- Alex Weiss (* 1971), US-amerikanischer Jazzmusiker
- Alex Weissensteiner (* 1974), italienischer Finanzwissenschaftler (Südtirol)
- Alex Weldon († 2004), US-amerikanischer Filmtechniker und Spezialeffektkünstler
- Alex Wellington (1891–1967), kanadischer Eishockeyspieler
- Alex Welsh (1929–1982), britischer Jazzmusiker
- Alex Wenger (* 1975), Schweizer Multimedia-Künstler und Autor
- Alex Westlund (* 1975), US-amerikanischer Eishockeytorwart
- Alex Wheatle (1963–2025), britischer Autor
- Alex White (* 1953), irischer Politiker und war Senator im Seanad Éireann (2007–2011)
- Alex White (* 1961), schottischer Badmintonspieler
- Alex W. Widmer (1956–2008), Schweizer Bankmanager
- Alex Wiesendanger (* 1983), US-amerikanischer Sozialarbeiter und ehemaliger Filmschauspieler
- Alex Wilcox (* 1973), US-amerikanischer Pornodarsteller
- Alex Wilhelm, deutscher Musikmanager
- Alex Wilkie (* 1948), britischer Logiker
- Alex Wilkinson (* 1984), australischer Fußballspieler
- Alex Willenberg (1897–1974), deutscher Gewerkschafter, Journalist und Politiker (Zentrum), MdB
- Alex Wilmot-Sitwell (* 1961), englischer Investmentbanker
- Alex Wilson (1905–1994), kanadischer Sprinter und Mittelstreckenläufer
- Alex Wilson (1933–2010), schottischer Fußballspieler
- Alex Wilson (* 1990), schweizerisch-jamaikanischer Sprinter
- Alex Winter (* 1965), britisch-amerikanischer Schauspieler, Drehbuchautor und Regisseur
- Alex Winwood (* 1997), australischer Boxer und Olympiateilnehmer
- Alex Wiska (1950–2011), deutscher Musiker
- Alex Wojciechowicz (1915–1992), US-amerikanischer American-Football-Spieler
- Alex Wolff (* 1997), US-amerikanischer Schauspieler und Musiker
- Alex Woolf (* 1963), britischer Geschichtsforscher des Mittelalters an der University of St. Andrews
- Alex Wright (1925–1999), schottischer Fußballspieler
- Alex Wright (* 1975), deutscher Wrestler
- Alex Wright (* 1990), irischer Geher
- Alex Wurman (* 1966), US-amerikanischer Komponist

##### Y
- Alex Yam (* 1981), singapurischer Politiker (PAP), MP
- Alex Yee (* 1998), englischer Triathlet
- Alex Yermolinsky (* 1958), US-amerikanischer Schachspieler russischer Herkunft
- Alex Yoong (* 1976), malaysischer Formel-1-Rennfahrer
- Alex Young (1937–2017), schottischer Fußballspieler
- Alex Young (* 1994), US-amerikanischer Hammerwerfer
- Alex Younger (* 1963), britischer Nachrichtendienstler und Leiter des britischen Secret Intelligence Service (MI6)

##### Z
- Alex Zahara, kanadischer Schauspieler und Synchronsprecher
- Alex Zahavi (* 1991), US-amerikanischer Fußballspieler
- Alex Zapata (1970–2022), deutscher Singer-Songwriter
- Alex Zettl (* 1956), US-amerikanischer Physiker
- Alex Zingerle (* 1992), italienischer Skirennläufer
- Alex Zülle (* 1968), Schweizer Radrennfahrer
- Alex Zunger, israelisch-amerikanischer Physiker

#### Àlex, Álex, Aléx
- Álex Abrines (* 1993), spanischer Basketballspieler
- Álex Aguinaga (* 1969), ecuadorianischer Fußballspieler
- Álex Angulo (1953–2014), spanischer Schauspieler
- Álex Baena (* 2001), spanischer Fußballspieler
- Álex Balboa (* 2001), äquatorialguineischer Fußballspieler
- Álex Berenguer (* 1995), spanischer Fußballspieler
- Álex Blanco (* 1998), spanischer Fußballspieler
- Álex Calatrava (* 1973), spanischer Tennisspieler
- Álex Collado (* 1999), spanischer Fußballspieler
- Álex Corredera (* 1996), spanischer Fußballspieler
- Àlex Corretja (* 1974), spanischer Tennisspieler
- Àlex Crivillé (* 1970), spanischer Motorradrennfahrer
- Álex Fernández (* 1992), spanischer Fußballspieler
- Álex de la Iglesia (* 1965), spanischer Filmregisseur und Drehbuchautor
- Álex Lodos García (* 2002), spanischer Handballspieler
- Álex López (* 1997), spanischer Fußballspieler
- Álex López Morón (* 1970), spanischer Tennisspieler
- Álex Márquez (* 1996), spanischer Motorradrennfahrer
- Álex Martínez (* 1959), chilenischer Fußballspieler
- Àlex Martínez (* 1987), andorranischer Fußballnationalspieler
- Álex Millán (* 2004), spanischer Motorradrennfahrer
- Àlex Monner (* 1995), spanischer Schauspieler, Filmschaffender und Synchronsprecher
- Álex Moreno (* 1993), spanischer Fußballspieler
- Álex Mumbrú (* 1979), spanischer Basketballspieler
- Álex Pastrana (* 1992), spanischer Schauspieler
- Álex Pérez (* 1991), spanischer Fußballspieler
- Álex Phillips junior (1935–2007), mexikanischer Kameramann
- Álex Pineda Chacón (* 1969), honduranischer Fußballspieler
- Álex Quiñónez (1989–2021), ecuadorianischer Leichtathlet
- Álex Remiro (* 1995), spanischer Fußballspieler
- Álex Rins (* 1995), spanischer Motorradrennfahrer
- Álex Rodríguez (* 1990), panamaischer Fußballtorhüter
- Àlex Soler-Roig (* 1932), spanischer Automobilrennfahrer
- Aléx Bruno de Souza Silva (* 1993), brasilianischer Fußballspieler
- Álex Suárez (* 1993), spanischer Basketballspieler
- Álex Toledo (* 2001), spanischer Motorradrennfahrer
- Álex Ubago (* 1981), baskischer Sänger
- Álex Valle (* 2004), spanischer Fußballspieler

#### Künstlername
- Alex (* 1976), brasilianischer Fußballspieler
- Alex (* 1977), japanischer Fußballspieler
- Alex (* 1979), portugiesischer Fußballspieler
- Alex (* 1982), brasilianischer Fußballspieler
- Alex (* 1982), brasilianischer Fußballspieler
- Alex G (* 1993), US-amerikanischer Musiker, Produzent und Singer-Songwriter
- Alex da Kid (* 1983), britischer Musikproduzent
- Alex M.O.R.P.H., deutscher DJ und Musikproduzent
- ByeAlex (* 1984), ungarischer Indie-Pop-Sänger
- Magic Alex (1942–2017), griechischer Elektrotechniker
- PS Alex (* 1980), deutscher Schlagersänger

#### Folgename
- Sandy Alex Alick (* 1963), vanuatuischer Fußballspieler
- Shony Alex Braun (1924–2002), rumänisch-amerikanischer Geiger, Komponist und Schauspieler
- Ralf Alex Fichtner (1952–2022), deutscher Karikaturist, Zeichner, Maler und Buchautor
- José-Alex Ikeng (* 1988), deutscher Fußballspieler
- Wesley Alex Maiolino (* 1988), brasilianischer Fußballspieler
- Sammy Alex Mutahi (* 1989), kenianischer Langstreckenläufer
- Peyton Alex Smith (* 1994), US-amerikanischer Schauspieler und Rapper
- Francis Alex Tsegah (* 1943), ghanaischer Diplomat

### Weibliche Namensträger

#### Vorname
- Alex Anasuya (* 1982), deutsche Schauspielerin
- Alex Arlitt (* 1993), US-amerikanische Fußballspielerin
- Alex Bag (* 1969), US-amerikanische Videokünstlerin
- Alex Barclay (* 1974), irische Schriftstellerin
- Alex Beer (* 1977), österreichische Schriftstellerin
- Alex Beever (* 1973), britische Ruderin
- Alex Blackwell (* 1983), australische Cricketspielerin
- Alex Borstein (* 1971), US-amerikanische Schauspielerin, Synchronsprecherin, Drehbuchautorin, Produzentin und Comedian
- Alex Bryner (* 1943), US-amerikanischer Jurist
- Alex Carpenter (* 1994), US-amerikanische Eishockeyspielerin
- Alex Cavallini (* 1992), US-amerikanische Eishockeytorhüterin
- Alex Chidiac (* 1999), australische Fußballspielerin
- Alex Cowie (* 1947), englische Squash- und Tennisspielerin
- Alex Crawford (* 1962), britische Journalistin
- Alex Curran (* 1982), britisches Model und Modekolumnistin
- Alex Danson (* 1985), britische Hockeyspielerin
- Alex Datcher (* 1962), US-amerikanische Schauspielerin
- Alex Essoe (* 1992), kanadische Schauspielerin
- Alex Flinn (* 1966), US-amerikanische Jugendbuchautorin
- Alex Gough (* 1987), kanadische Rennrodlerin und Sportfunktionärin
- Alex Greenwood (* 1993), englische Fußballspielerin
- Alex Haydon (* 2001), australische Squashspielerin
- Alex Hepburn (* 1986), britische Sängerin und Songwriterin
- Alex Hook (* 2001), kanadische Schauspielerin
- Alex Johnson (* 1989), amerikanische Sportkletterin
- Alex Jordan (1963–1995), US-amerikanische Pornodarstellerin
- Alex Kalymnios, britische Film- und Fernsehregisseurin
- Alex Kava (* 1960), US-amerikanische Autorin
- Alex Kingston (* 1963), britische Schauspielerin
- Alex Maloney (* 1992), neuseeländische Seglerin
- Alex Mayr (* 1985), deutsche Sängerin und Multiinstrumentalistin
- Alex McKenna, US-amerikanische Schauspielerin
- Alex McQuilkin (* 1980), US-amerikanische Künstlerin
- Alex Meneses (* 1965), US-amerikanische Schauspielerin
- Alex Morgan (* 1989), US-amerikanische Fußballspielerin
- Alex Müller (* 1969), deutsche bildende Künstlerin
- Alex Mylona (1920–2016), griechische Bildhauerin
- Alex Penda (* 1970), bulgarische Opernsängerin der Stimmlagen Sopran und Mezzosopran
- Alex Mariah Peter (* 1997), deutsches Model
- Alex Puccio (* 1989), amerikanische Sportkletterin
- Alex Reid (* 1980), britische Schauspielerin
- Alex Schmidt (* 1978), deutsche Filmregisseurin und Drehbuchautorin
- Alex Scott (* 1984), englische Fußballspielerin
- Alex Shackell (* 2006), US-amerikanische Schwimmerin
- Alex Shapiro (* 1962), US-amerikanische Komponistin
- Alex Sharpe (* 1972), irische Sängerin
- Alex Silberg (* 2000), israelische Schauspielerin
- Alex Tilley (* 1993), britische Skirennläuferin
- Alex Wrubleski (* 1984), kanadische Radrennfahrerin
- Alex Wubbels (* 1976), US-amerikanische Skifahrerin und Krankenschwester

#### Künstlername
- Alex the Astronaut (* 1995), australische Folk-Pop Musikerin